# Jelica Belović-Bernadzikowska

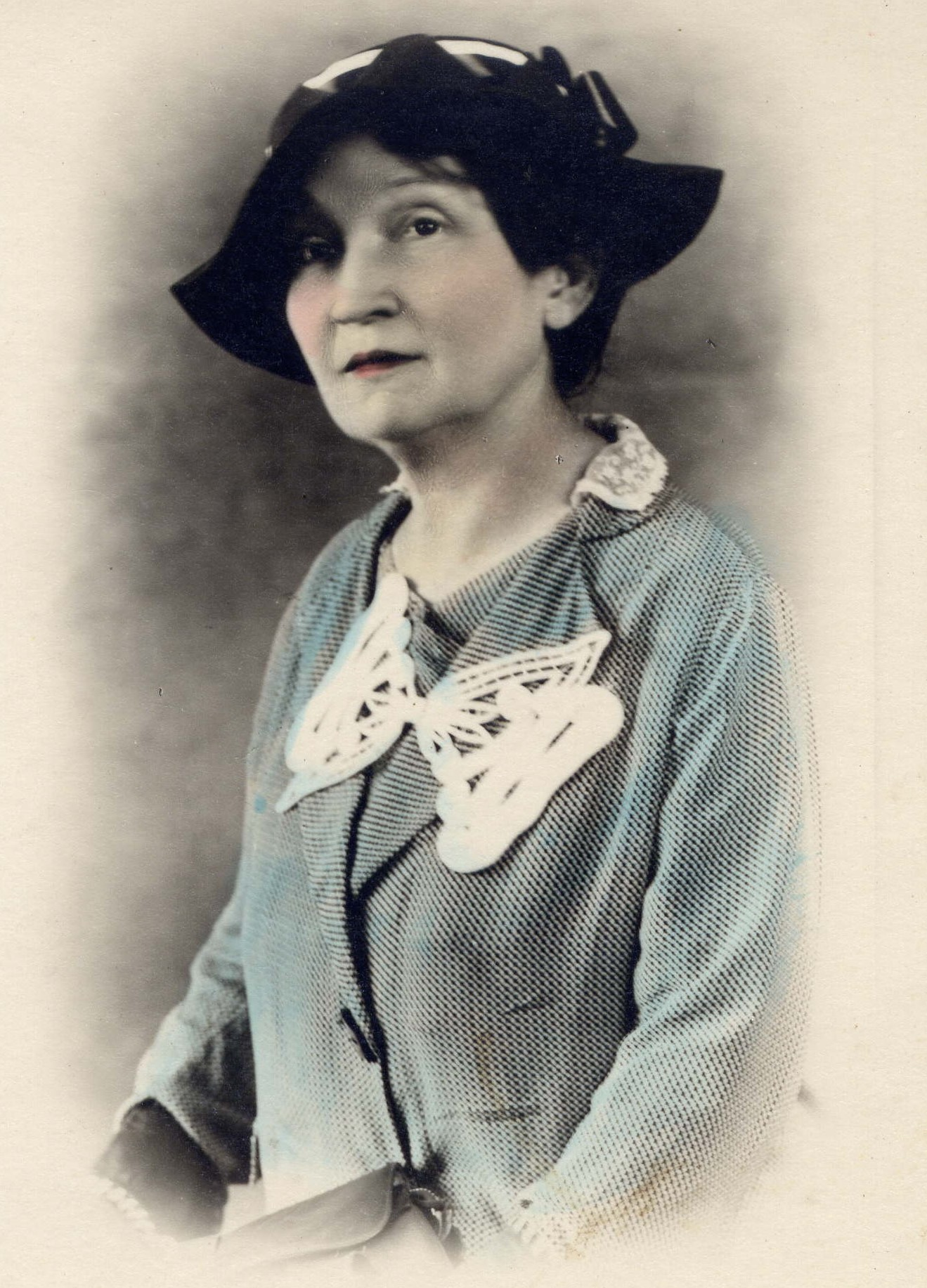
Jelica Belović-Bernadzikowska

Jelica Belović-Bernadzikowska (* 25. Februar 1870 in Osijek, Königreich Kroatien und Slawonien, Österreich-Ungarn; † 30. Juni 1946 in Novi Sad) war eine bosnisch-serbische Pädagogin, Ethnologin und Schriftstellerin sowie Herausgeberin der ersten serbischen Frauenzeitschrift.

## Leben und Wirken
Die im kroatischen Osijek geborene Jelica Belović-Bernadzikowska wurde 1898 Direktorin des Mädchengymnasiums in Banja Luka und hatte diese Position bis zum Ende des Ersten Weltkriegs inne. Sie engagierte sich für die „Frauenfrage“, wie Emanzipation damals genannt wurde, und publizierte zahlreiche Artikel u. a. in Zusammenarbeit mit Friedrich Salomon Krauss, dem Herausgeber der Zeitschrift Anthropophyteia: Jahrbücher für Folkloristische Erhebungen und Forschungen zur Entwicklungsgeschichte der geschlechtlichen Moral.
Anlässlich des pan-slavistischen Kongresses 1910 in Prag, bei dem Belović-Bernadzikowska eine Ausstellung über Frauenhandwerk aus Bosnien und Herzegowina präsentierte, entstand die Idee zur ersten serbischen Frauenzeitschrift Srpkinja (Die serbische Frau), die 1913 in Sarajevo erschien.

## Veröffentlichungen
- Co vila vypravela. Vypravuje Jelica Belovico Bernadzikowska. (Was die Wila erzählte ...) (boh.) Fr. Simacek, V Praze 1902  (Signatur der ÖNB: 422291-B)
- Gradja za tehnološki rječnik ženskog ručnog rada. (Materialien für ein technologisches Wörterbuch für Handarbeiten der Frauen.) croat., Zemaljska Štampa, Sarajevo 1906 (Signatur der ÖNB: 759000-C)
- Hrvatske jelice. Narodne priče. Uredio Josip A. Kraljić. (Kroatische Tannen.) (croat.) Laginja i Drug, Pula 1908 (Signatur der ÖNB: 458231-B)
- Mala vezilja. Uredio Josip A. Kraljić. (Die kleine Stickerin.) (croat.) Laginja i drug, Pula 1912 (Signatur der ÖNB: 484250-B)